# Vanna Bardot
Vanna Bardot (Miami, 3 febbraio 1999) è un'attrice pornografica statunitense.

## Biografia
Nata a Miami, dopo aver lavorato come parrucchiera tra i 15 e i 18 anni, divenuta maggiorenne, ha iniziato a lavorare come cam girl e l'anno successivo ha fatto il salto nell'industria pornografica, scegliendo il nome d'arte da quello della prima ragazza di cui si era innamorata.
Nel 2021 ottiene il suo primo AVN come Best Solo/Tease Performance per Dance for Me ed è stata nominata anche dalla rivista Penthouse Pet of Month per gennaio. Nel 2022, invece, ha ottenuto altri due AVN Awards, come miglior scena tra ragazze insieme ad Emily Willis e come miglior scena a tre.
Nel 2024 ottiene il premio come Female Performer of the Year sia agli AVN Awards, insieme ad altri tre premi individuali, sia agli XBIZ Awards che agli XRCO Awards, diventando la sesta attrice della storia insieme a Jenna Haze, Tori Black, Anikka Albrite, Angela White ed Emily Willis ad ottenere nello stesso anno tutti e tre i premi come miglior performer.

## Vita privata
Ha una relazione con il collega Codey Steele.

## Riconoscimenti
AVN Awards
- 2021 – Best Solo/Tease Performance per Dance for Me[14]
- 2022 – Best Girl-Girl Sex Scene per Explicits Acts con Emily Willis[15]
- 2022 – Best Three-Way Sex Scene per Three 2 con Avery Cristy e Oliver Flynn[16]
- 2023 - Best Girl/Girl Sex Scene per Heat Wave con Gianna Dior[17]
- 2023 - Best Group Sex Scene per Blacked Raw V56 con Violet Myers, Vicki Chase, Vic Marie, Nicole Doshi, Savannah Bond, Anton Harden, Richard Mann, Isiah Maxwell, Jonathan Jordan, Brickzilla, Garland, Jamie Knoxx, Jay Hefner, John Legendary, Tyrone Love, Stretch & Zaddy[18]
- 2024 - Female Performer of the Year[19]
- 2024 - Best Anal Sex Scene per Influence: Vanna Bardot -Part 1 con Maximo Garcia[20]
- 2024 - Best Double Penetration Sex Scene per Influence: Vanna Bardot Part 3 con Alex Jones e Dante Colle[21]
- 2024 – Best Girl-Girl Sex Scene per Punch con Liz Jordan[22]

XBIZ Awards
- 2023 - Female Performer of the Year[23]
- 2023 - Best Sex Scene-All-Sex per Money con Seth Gamble[24]
- 2023 - Best Sex Scene - Vignette per High Gear con Violet Myers, Savannah Bond, Vicki Chase, Nicole Doshi, Richard Mann, Vic Marie, Brickzilla, Anton Harden, Jay, Jonathan Jordan, Jamie Knoxx, John Legendary, Tyrone Love, Isiah Maxwell, Strecth e Zaddy[25]
- 2024 - Female Performer of the Year[26]

XRCO Awards
- 2024 - Female Performer of the Year[27]